# Mobile World Congress
Le Mobile World Congress (MWC) est le plus grand salon de l'industrie de la téléphonie mobile. Il est appelé mondial du mobile, salon du mobile ou congrès mondial de la téléphonie mobile en français. Il est organisé par la GSM Association, association qui regroupe 250 industriels et 850 opérateurs de téléphonie mobile[réf. souhaitée].

## Présentation
Le congrès mondial de la téléphonie mobile, organisé par la GSM Association, est la combinaison du plus grand showroom pour l'industrie du mobile et d'un congrès faisant intervenir les dirigeants des opérateurs, des vendeurs, des fabricants de terminaux et des producteurs de contenus du monde entier. Auparavant, l'événement était connu sous le nom de Congrès mondial GSM, puis 3GSM.

## Historique
L'origine de la manifestation remonte au Pan Europe Digital Cellular Radio réuni en 1987 à Bruxelles. Le nom GSM World Congress fait son apparition en 1990 à Rome. Il se déroule ensuite à Nice (1991), Berlin (1992), Lisbonne (1993), Athènes (1994) et Madrid (1995). De 1996 à 2005, il se tient au palais des Festivals de Cannes sur la Côte d'Azur en France et prend le nom de 3GSM World Congress à partir de 2003. Enfin à partir de 2006, il a lieu à Barcelone, ville où il doit continuer à se tenir au moins jusqu’en 2023.
En 2007, le salon attire 55 000 visiteurs.
Depuis 2012, le congrès mondial de la téléphonie mobile se déroule au mois de février dans les locaux de la foire de Barcelone.

## Éditions

### 2008
Les statistiques du congrès de la téléphonie mobile 2008 :
- En tout, 55 000 visiteurs (parties prenantes ou médias) s'y sont rendus en 2008, confirmant son statut du plus grand événement mondial du secteur.
- Plus de 230 dirigeants et conférenciers étaient présents.
- Plus de 43 % du public des conférences sont de niveau C au sein de leur entreprise.
- 2 700 reportages internationaux ont été écrits, tournés ou mis en ligne sur Internet.
- 1 300 entreprises ont présenté leurs offres sur 1 500 stands sur plus de 29 000 mètres carrés.

### 2011
L'édition 2011, du 14 au 17 février, a été marquée par l'annonce du Sony Ericsson Xperia Play, smartphone hybride avec les fonctions PlayStation. Mais aussi la 3D avec des Optimus 3D de LG. Samsung a aussi présenté le Galaxy S II, et HTC le Desire 2. À noter que tous ces téléphones présentés utilisent le système d'exploitation mobile Android.

### 2012
Ubuntu pour Android a été présenté.

### 2013
L'édition 2013 du 25 au 26 février a été marquée par la présence massive de Samsung.

### 2014
L'édition 2014 s'est déroulée du 24 au 27 février.

### 2015
L'édition 2015, qui s'est déroulée du 2 au 5 mars, a principalement été marquée par la présentation des Samsung Galaxy S6 et S6 Edge.

### 2016
L'édition 2016 s'est déroulée du 22 au 25 février à Barcelone. Y étaient notamment présents LG et Samsung, qui ont présenté leurs LG G5, Samsung Galaxy S7 et S7 Edge.
L'édition est marquée par la réalité virtuelle et par la vidéo à 360°. On note également la présence de Mark Zuckerberg à la conférence de Samsung au sujet de la réalité virtuelle. Son annonce des Samsung Gear VR, équipés des technologies d’Oculus VR, se fait remarquer sur Internet.

### 2017
L'édition 2017 s'est déroulée du 27 février au 2 mars à Barcelone, avec le slogan « The Next Element ».
LG présente son smartphone G6 et Samsung ses tablettes Galaxy Tab S3 (en) et Galaxy Book (en). Contrairement à son habitude, Samsung n’y présente pas son smartphone Galaxy S8, à la suite de l’affaire des batteries du Galaxy Note 7. Huawei présente son P10, BlackBerry son KEYone (en), Lenovo ses Moto G5 (en) et G5 Plus et Nokia ses Nokia 3 (en), 5 (en) et 6 (en). Sony présente ses modèles Xperia XA1 (en) et XA1 Ultra.
L'édition est marquée par l'annonce de Nokia d’une réédition du 3310.

### 2018
L'édition 2018 s'est déroulée du 26 février au 1er mars à Barcelone, avec le slogan « Creating a Better Future ».
Samsung dévoile ses Galaxy S9 et S9+ lors d’une grande conférence. Quant à Huawei, son P20 sera dévoilé ultérieurement lors d’un événement dédié au Grand Palais à Paris.
L'édition est marquée par les démonstrations de 5G par de nombreux acteurs tels qu’Orange, SK Telecom, Saudi Telecom Company, Ericsson, Intel ou NTT DoCoMo.
HMD Global présente ses Nokia 8 Sirocco (en), Nokia 1 (en), Nokia 6 (2018) (en), Nokia 7 plus (en), ainsi qu’une réédition du Nokia 8110 de 1996.

### 2019
L'édition 2019 du MWC Barcelona (ainsi renommé) s'est déroulée du 25 au 28 février à Barcelone.
LG annonce ses smartphones V50 ThinQ 5G (en) et G8 ThinQ. Microsoft annonce son visiocasque HoloLens 2 (en). HMD Global présente les smartphones Nokia 9 PureView, Nokia 1 Plus, Nokia 3.2, Nokia 4.2 ainsi que le basique Nokia 210. Xiaomi présente ses smartphones Mi Mix 3 5G (en) et Mi 9 (en).
Huawei a dévoilé son téléphone pliable Mate X (en) et a gagné pour ce smartphone pliable le prix GLOMO de la meilleure innovation mobile dans la catégorie Device . Quant à Samsung, son Galaxy Fold avait été dévoilé précédemment lors d’un évènement dédié à San Francisco.

### 2020
L'édition 2020, qui devait initialement se dérouler du 24 au 27 février à Barcelone, a été annulée en raison de l'épidémie de coronavirus.

### 2021
Le MWC se tient du 28 juin au 1er juillet 2021 sur le site Gran Vía à L'Hospitalet de Llobregat.

2024
Le MWC s'est tenu du  26 février au 29 février 2024 sur le site du "Fira Gran Via"
Beaucoup de grands groupes absent les dernières années a cause du coronavirus sont revenus comme Linked-in ou Massmovil, ainsi que les grands médias, comme Financial Times, ou CNBC. Beaucoup de start-up sont présentes, dont des Françaises, comme Outsight, spécialisée dans les technologies Lidar. ; Skyted, qui a conçu un masque pour téléphoner partout dont en public sans être entendu.
Tous les continents étaient représenté, comme l'Asia, avec des poids louds comme China Telecom ou start up comme TVCmall, les USA, avec leurs champions comme Google

## Identité visuelle

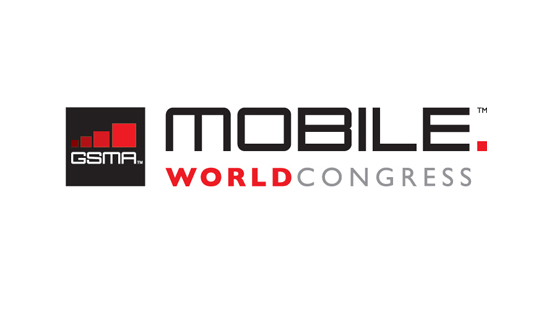
Logo entre 2008 et 2014.
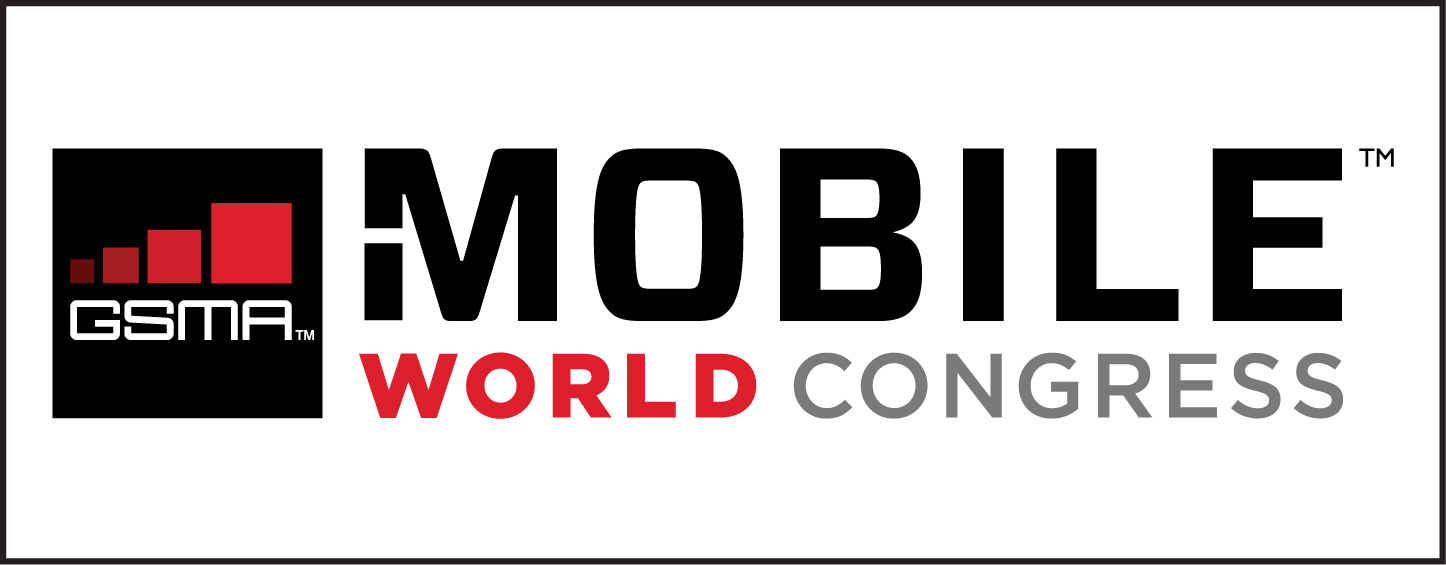
Logo entre 2015 et 2018.
Logo depuis 2019.